# 阿木剌
阿木剌（？—1364年），又作木鲁、穆拉德·火者，钦察汗国（金帐汗国）第十九任可汗，白帐汗国斡耳答·洒黑（阿必散之子）的儿子，一说是乞迪兒的儿子。
1362年9月，乞里迪别和阿木剌在伏尔加河两岸对峙，乞里迪别被阿木剌杀死。他与马麦拥立的奥都剌争夺汗位，他占据了别儿哥萨莱。1364年秋，阿木剌被米耳·不剌赶出萨莱，阿木剌被属下亦里牙思杀死。
| 前任： 乞里迪别 | 金帐汗国君主 1362年—1364年 | 繼任： 米耳·不剌 |